# Bakfiets
Een bakfiets is een transportfiets met twee of drie wielen en een grote bak voorop, waarmee bagage vervoerd kan worden. In Vlaanderen wordt de driewielige bakfiets soms met een gallicisme triporteur genoemd.

## Kenmerken

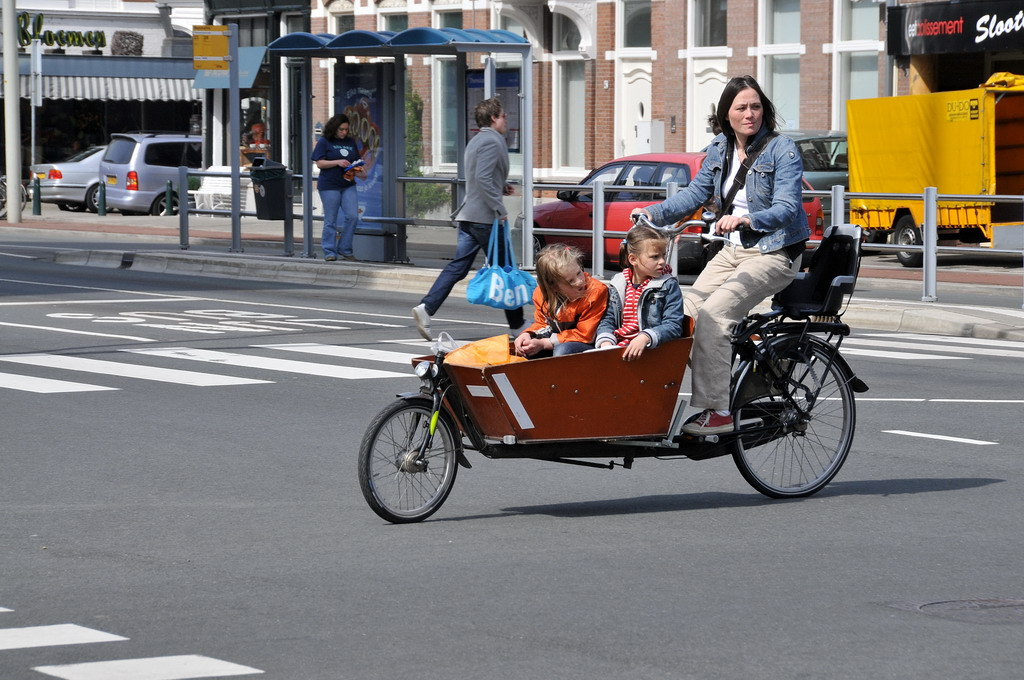
Rond het jaar 2000 werd de bakfiets in Nederland populair voor het vervoer van kinderen

Een gewone bakfiets 'de driewielerbakfiets' heeft twee wielen aan de voorkant, met daartussen de bak. De besturing geschiedt meestal om een enkele as (de spil) die in het midden onder de bak is. Die besturing is eenvoudig van constructie maar niet stabiel en een bakfiets is bij hoge snelheden moeilijk te besturen. De bak heeft aan de achterkant een stang, die als stuur dienstdoet. De bak kan een open platte bak zijn, maar ook een kist met een deksel of een grote mand.
Een gemotoriseerde bakfiets heeft meestal, net als een auto, wielen die elk om een eigen as kunnen sturen. De besturing is daardoor stabieler.
Veel oude bakfietsen hebben een lange levensduur. Toch nam het aantal bakfietsen jarenlang af. Dit wegens het logge formaat van de authentieke bakfiets en het gebruiksongemak. Na vele innovatieve aanpassingen aan de bakfiets worden er sinds ongeveer 1995 veel nieuwe bakfietsen geproduceerd. In het stadsverkeer wordt de bakfiets blijkbaar ervaren als een effectieve vervanger van de auto.
De bak kan ook vervangen worden door een stoel, zodat men daarmee passagiers kan vervoeren. Dit wordt onder meer in tropische landen gebruikt, zie fietstaxi. Een variant daarop is het model met een kleine bak waarin kinderen kunnen zitten. Sinds ongeveer 2000 heeft dit model in Nederland veel populariteit verworven. Vooral in steden zoals Amsterdam, waar het autoverkeer zeer moeilijk is, maar ook in de Verenigde Staten, rijden duizenden bakfietsmoeders en -vaders met hun kinderen en boodschappen in kleine, moderne bakfietsen van verschillende fabrikanten. Kinderen zitten op één of twee bankjes in de bak, en baby's in een kinderstoeltje of een Maxi-Cosi.
Varianten van bakfietsen worden geproduceerd voor onder andere intern vervoer in fabrieken, schoonmaakdienst, ijsverkoop en fieldmarketing.
Tot in de jaren 1950 was een bakfiets vooral een vervoermiddel voor beroepsmatig gebruik. Veel leveranciers, zoals bakkers en kruideniers gingen met de bakfiets langs de huizen. Zij gebruikten een houten bak of rieten mand met deksel. Tegenwoordig wordt de bakfiets voornamelijk door jonge gezinnen gebruikt in plaats van een auto.
Van 4 oktober 2018 t/m 31 november 2020 werd de bakfiets veel gebruikt door kinderdagverblijven en BSO's als alternatief voor de Stint (elektrische bolderkar) toen deze na een zwaar ongeluk in Oss tijdelijk de weg niet op mocht. Met de bakfiets konden ze dan toch uitstapjes maken met de kinderen. Het nadeel hiervan was wel dat met de bakfiets minder kinderen tegelijk vervoerd konden worden aangezien de bak kleiner was.

## Triporteur

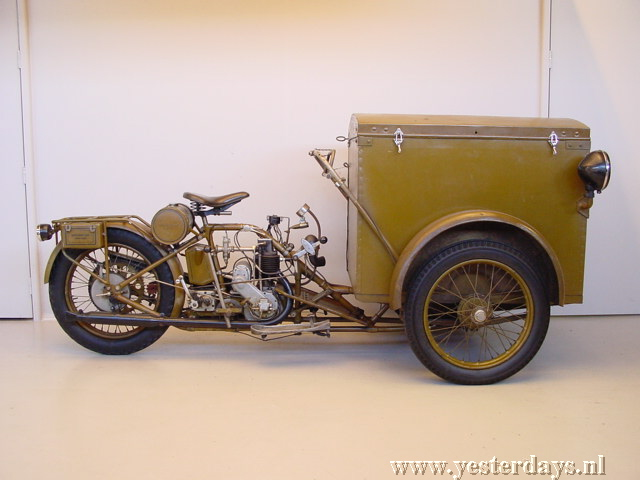
Motosacoche-triporteur uit 1932

De term triporteur voor een driewielige bakfiets is waarschijnlijk een samenvoeging van tricycle of tricar en transporteur. Vooral in Vlaanderen is de term overgenomen in de spreektaal. Hij wordt daar ook gebruikt voor een niet-gemotoriseerde driewielige bakfiets.
Een triporteur heeft meestal een voorkant van een brom- of motorfiets, maar twee achterwielen, waartussen een laadbakje is aangebracht, maar ook de omgekeerde variant (twee voorwielen en een achterwiel) komt voor. Triporteurs werden in het verleden soms in het Westen toegepast, zoals de Harley-Davidson Servi-Car, maar komen in het Midden- en Verre Oosten nog steeds voor. Ook in Marokko zijn ze een algemeen gebruikt vervoers- en transportmiddel. Ze worden geïmporteerd uit China dat meer dan twaalf fabrikanten telt.
Als een triporteur is uitgerust met een zwaar motorfietsblok (JAP, Indian, Harley-Davidson) spreekt men ook wel van een motorcarrier. Deze motorcarriers waren populair in de tijd dat bestelwagens voor veel kleine bedrijfjes te duur waren. De huidige Chinese typen variëren van 110 cc tot 300 cc diesel en benzinemotoren. Daarnaast levert China elektrische triporteurs. Ook Taiwan levert dit type vervoers- en transportmiddel.

## Long John

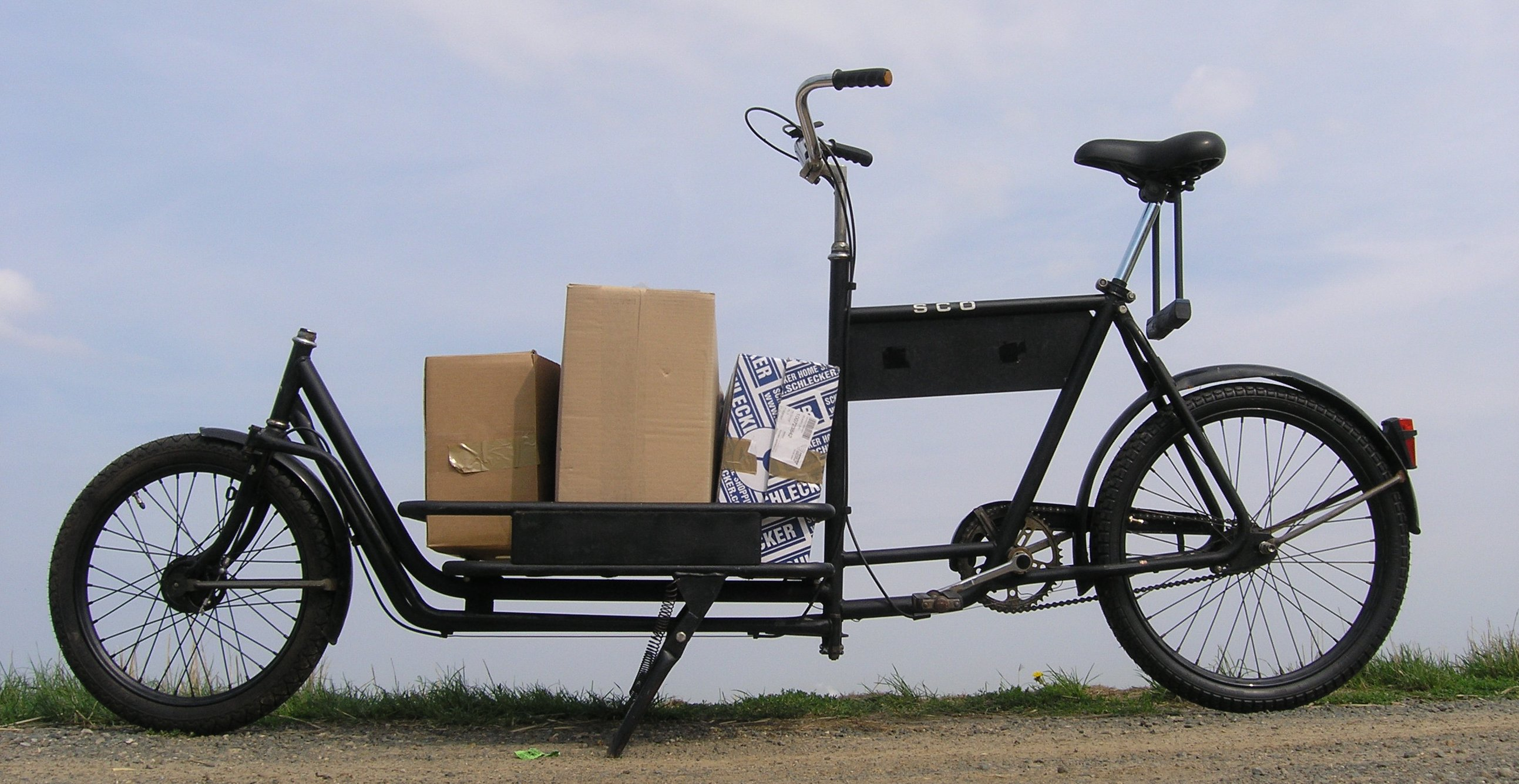
Deense bakfiets

Er is ook een tweewielige bakfiets, de Long John of Deense bakfiets, ook wel loopjongenfiets genoemd. Dit is een tweewielige transportfiets met een lage laadruimte tussen de stuurpen en het voorwiel.

## Wetgeving (Nederland)

### Plaats op de weg

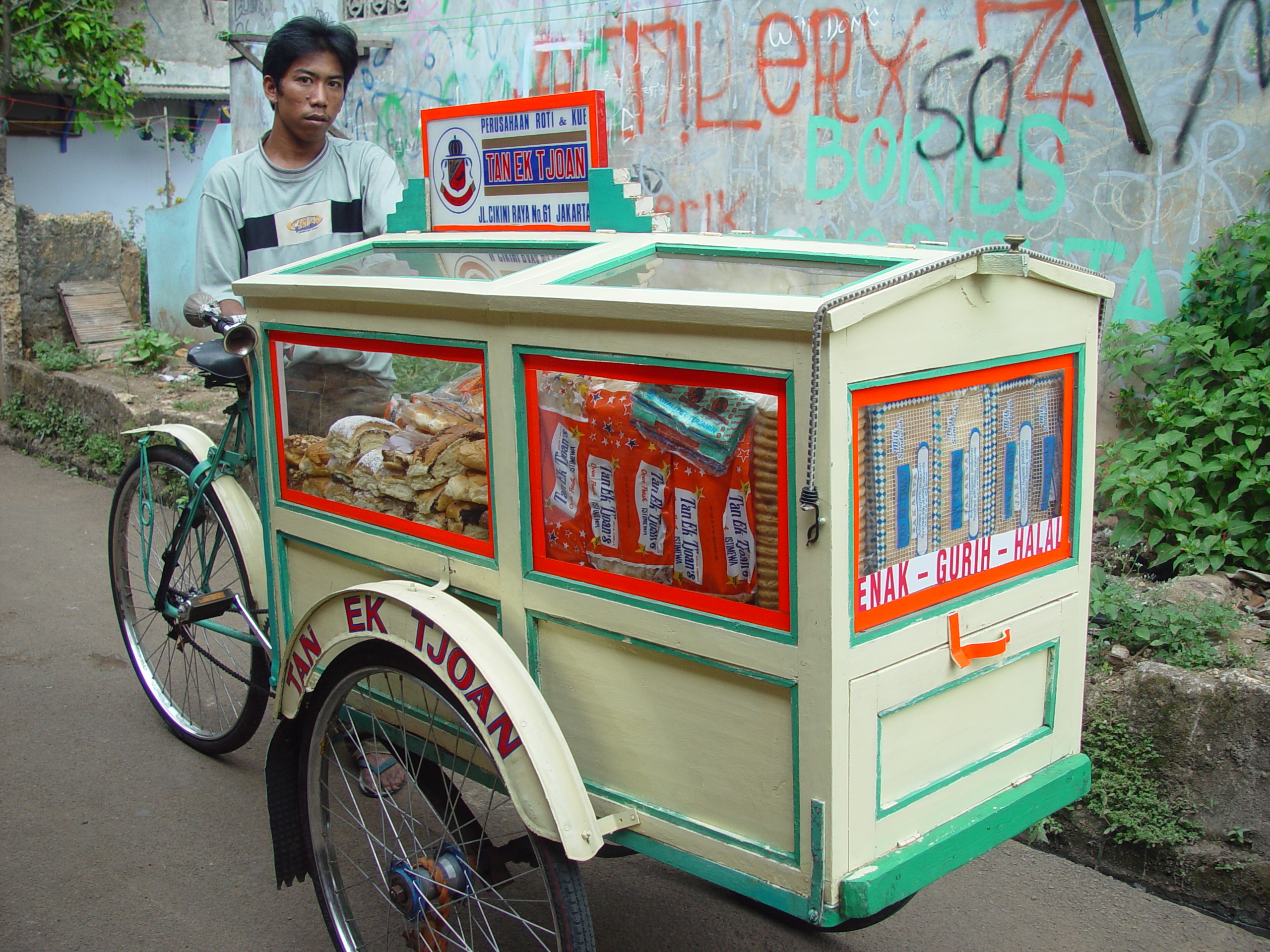
Broodverkoper in Indonesië

Tot 1990 gold voor een 'fiets op meer dan twee wielen' dat de regels moesten worden gevolgd zoals ze golden voor onbespannen wagens. (RVV 1966 art 3, tweede lid). Dat betekende dat het gebruik van fietspaden verboden was, terwijl een bakfiets wel mocht rijden op een weg die voor fietsers gesloten was. Deze regeling was bij veel weggebruikers - en zelfs bij de politie - niet bekend. Iemand die (geheel volgens de regels) met de bakfiets op de rijbaan reed, werd dan ook vaak door de politie naar het veilige fietspad gestuurd (waar hij, na aanwijzing van de politie, mag en moet rijden).
Omstreeks 1985 was er een bakfietseigenaar die een zaak aanspande bij de Raad van State. Hij wenste met de bakfiets op fietspaden te mogen rijden. De Raad wees zijn verzoek af: snellere bestuurders zoals bromfietsers verwachten een obstakel als een bakfiets niet op hun weg.
In 1990 kreeg deze bakfietser toch zijn zin. Sinds 1990 geldt een bakfiets als fiets en mag dus op een fietspad rijden. Een bakfiets die breder is dan 75 cm mag eventueel een rijbaan gebruiken, zelfs als er een verplicht fietspad is (RVV 1990 art 5).

### Passagiers

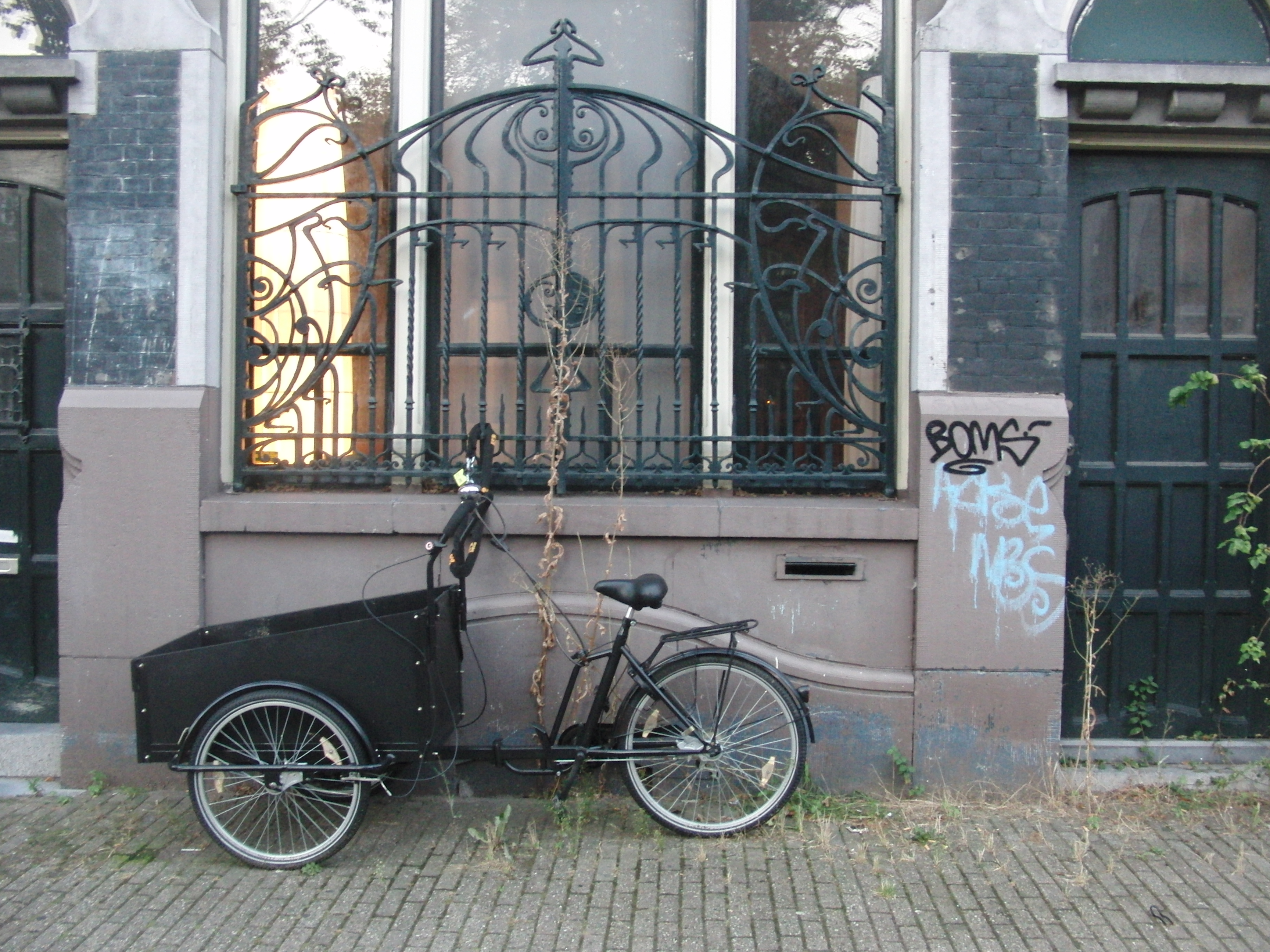

De voorschriften voor het meenemen van passagiers zijn dezelfde als voor fietsers. Sinds 1990 betekent dat dat kinderen tot acht jaar een doelmatige zitplaats moeten hebben met steun voor handen, voeten en rug. Tot 1990 was het aantal passagiers beperkt tot één (of twee kinderen onder tien jaar).
Op een brombakfiets mag één passagier worden meegenomen, en die moet achter de bestuurder zitten.

### Verlichting
Bij nacht voert een gewone bakfiets (met twee voorwielen en een achterwiel) twee witte of gele koplampen vóór en een rood achterlicht en een rode reflector achter. Meer verlichting is niet toegestaan, meer reflectie wel.

## Elektrische bakfiets
Net zoals bij gewone fietsen zijn bakfietsen ook leverbaar met ondersteuning van een elektromotor. De accu is veelal uitneembaar om op te laden.

## Spotfiets
- Bakfiets is onder motorrijders een min of meer spottende benaming voor een motor met zijspan.[bron?]